# Presse écrite à Cuba
Cet article traite de la presse écrite à Cuba.

## Histoire
Le plus ancien titre toujours diffusé dans le pays est la revue bimensuelle Bohemia, fondée en 1908.
Depuis l'arrivée au pouvoir de Fidel Castro en 1959, la liberté de la presse est quasi inexistante dans le pays, seule la presse officielle étant admise — la constitution interdit les médias propriété d'entreprises privées.
Un certain nombre de blogues et médias indépendants émergent toutefois sur le web dans les années 2010 ; leurs auteurs ne sont pas toujours emprisonnés, mais le pouvoir exerce cependant des pressions sur eux et censure l'accès aux sites web en question,,,. L'accès au principal média indépendant, 14ymedio, créé en 2014 et diffusé en ligne, est ainsi censuré dans l'île, où l'accès à Internet est en outre généralement difficile et coûteux,,.
En 2016, Reporters sans frontières estime que Cuba demeure le « pire pays d’Amérique latine pour la liberté de la presse » et dénonce la politique du frère et successeur de Fidel Castro Raúl Castro à cet égard, tout en relevant que le nombre de journalistes prisonniers est passé de 25 en 2007 (sous Fidel Castro) à 2 en 2016 (sous Raúl Castro). En mars 2016, lors de la visite du président américain Barack Obama à Cuba, le blogueur et vidéaste indépendant Lazaro Yuri Valle Roca est arrêté et détenu cinq jours alors qu'il tente de couvrir une manifestation du groupe de militantes Dames en blanc,.
En 2017, le pays est classé à 173e place sur 180 au classement mondial de la liberté de la presse réalisé par Reporters sans frontières, tandis que l'ONG Freedom House, financée notamment par le gouvernement américain, le classe comme « non libre ».

## Liste de titres

### Nationaux
- Granma, organe du Parti communiste de Cuba
- Juventud Rebelde, organe de l'Union des jeunes communistes (Cuba), rattachée au Parti communiste
- Trabajadores, organe du Centrale des travailleurs de Cuba
- El Economista
- La Nueva Cuba
- Opciones, hebdomadaire économique

### Régionaux
- 5 de Septiembre (Cienfuegos)
- Ahora (Holguin)
- Guerrillero (Pinar del Río)
- Periódico 26 (Las Tunas)
- Tribuna de la Habana (La Havane)
- Vanguardia (Santa Clara)

### Pure player
- 14ymedio, média indépendant créé par la blogueuse Yoani Sánchez